# Belinț
Belinț (in ungherese Belence, in tedesco Belintz) è un comune della Romania di 2744 abitanti, ubicato nel distretto di Timiș, nella regione storica del Banato. 
Il comune è formato dall'unione di 4 villaggi: Babșa, Belinț, Chizătău, Gruni.
Il monumento più importante del comune è la Chiesa ortodossa della Risurrezione del Signore (Învierea Domnului), costruita nel 1797.